# Frederico Varandas
Frederico Nuno Faro Varandas MAHME • MCC (Lisboa, 19 de setembro de 1979), é um médico militar português e dirigente desportivo sendo, desde setembro de 2018, o presidente do Sporting Clube de Portugal. Com um mandato inicialmente marcado por contestação e cizânia, a presidência Varandas é a mais titulada da história do Sporting, bem como caracterizada por uma posição presidencial discreta e pelo renovamento do Estádio de Alvalade. Aquando do último sufrágio do clube, em 2022, Varandas foi eleito com 85,8% dos votos.

## Carreira
Oriundo de uma família de sportinguistas e sócio do clube desde criança, Frederico Varandas licenciou-se em Medicina pela Faculdade de Ciências Médicas da Universidade Nova de Lisboa em 2005, tendo posteriormente obtido a especialização em Medicina Física e de Reabilitação e em Medicina Desportiva. Foi também graduado em Medicina Militar e chegou a Capitão do Exército Português, tendo feito parte ainda Tenente da 1.ª Companhia de Comandos Portugueses que constituiu a "Quick Reaction Force" da Força Internacional de Assistência para Segurança da NATO, uma missão em que foi louvado e condecorado com a Medalha Comemorativa da Campanha Afeganistão 2008 e com a Medalha de D. Afonso Henriques - Mérito do Exército e com a Medalha da Organização do Tratado do Atlântico Norte a 5 de Maio de 2010.
Começou a sua carreira no futebol em 2007 no Vitória de Setúbal e em 2009 era o Diretor Clínico dos sadinos, cargo que manteve até Julho de 2011, altura em que foi para o Sporting para ser o médico da equipa dos juniores do futebol do Sporting. No espaço de um mês rendeu José Gomes Pereira na liderança do departamento clínico do clube.
Em 2015, Leonardo Jardim tentou, alegadamente, levá-lo para o Mónaco. Foi director clínico da equipa médica de Alvalade até se demitir para se candidatar a presidente.
Foi fundador e Presidente das Jornadas Internacionais de Medicina Desportiva do Sporting Clube de Portugal e apresentou mais de 30 comunicações sobre temas de reabilitação em Reuniões Clínicas, Cursos pós-graduados, Jornadas, Simpósios e Congressos.

## Presidência do Sporting Clube de Portugal
Na sequência da crise de 2018 demitiu-se depois da final da Taça de Portugal, anunciando desde logo que seria candidato a possíveis futuras eleições do clube.
Tornou-se presidente do Sporting Clube de Portugal ao vencer as eleições realizadas no dia 8 de Setembro de 2018, com 42,32% dos votos dos sócios leoninos, sendo estas as mais concorridas da história do clube.
Desde que é presidente do  Sporting Clube de Portugal, entre os vários títulos conquistados, destacam-se a Taça de Portugal de 2018/2019 e a Taça da Liga do mesmo ano e novamente a Taça da Liga em 2020/2021 no futebol, a Liga dos Campeões no futsal e a Liga Europeia no hóquei em patins.
Também já teve como treinadores, José Peseiro (14 jogos), Tiago Fernandes (3 jogos) como treinador interino, Marcel Keizer (42 jogos), técnico que levou o Sporting à conquista da Taça de Portugal e da  Taça da Liga na época de 2018/2019, Leonel Pontes (4 jogos) como treinador interino, Jorge Silas (28 jogos) e atualmente  tem como treinador Ruben Amorim que já levou o Sporting à conquista da Taça da Liga, ganhar o campeonato português 2020-21 e chegar aos oitavos final da Champions League na época 2021-22.

Mudanças constantes de treinadores foi o que também levou a que os adeptos contestassem várias vezes pois estavam descontentes com o seu trabalho e pediam a sua demissão.